# الدار و نگار
الدار و نگار یا ال و نیکی یک گروه موسیقی جمهوری آذربایجانی هستند که شامل الدار قاسم‌اف و نگار جمال است. در ۱۴ مه ۲۰۱۱ این گروه در یوروویژن ۲۰۱۱ به نمایندگی جمهوری آذربایجان شرکت کرده و با ترانه ترسیده دوان برنده شدند. این اولین مقام قهرمانی جمهوری آذربایجان در مسابقات یوروویژن است. محل زندگی الدار و نگار انفیلد و لندن است.